# Раде Загорац
Раде Загорац (Београд, 12. август 1995) српски је кошаркаш. Игра на позицијама бека и крила.

## Каријера

### Клупска
Кошарку је почео да тренира у београдском клубу Див баскет, а касније је прешао у млађе категорије Земуна. Током 2011. је прешао у екипу Меге и у њиховом дресу бележи прве минуте у сениорској кошарци у сезони 2012/13. У сезони 2013/14. је био на позајмици у Смедереву, да би од наредне такмичарске године поново почео да игра за Мегу.
Загорац је у сезони 2015/16. са Мегом освојио Куп Радивоја Кораћа и остварио пласман у финале АБА лиге. У АБА лиги је због лома руке у 1. колу паузирао три и по месеца, али се вратио у финишу такмичења и био један од најзаслужнијих за велики успех Меге. У просеку је бележио 13,1 поен и 5,9 скокова а најбољу партију је пружио у првом полуфиналном мечу у Подгорици када је против Будућности постигао 27 поена уз индекс 40. Пружио је запажене партије и у Суперлиги где је у просеку бележио 14,7 поена уз 6,2 скока, 3,1 асистенцију и 2,4 украдене лопте по мечу за просечан индекс корисности 21,2.
На НБА драфту 2016. је одабран као 35. пик од стране Бостон селтикса, али је одмах трејдом прослеђен у Мемфис гризлисе. Загорац ипак није отишао у НБА, већ је почетком јула 2016. потписао нови двогодишњи уговор са Мегом. У екипи Меге се задржао до марта 2017. године када је отишао у САД како би се припремио за НБА лигу. Током сезоне 2016/17. у АБА лиги је просечно бележио 15 поена, 6,5 скокова и 2,5 асистенција, док је у ФИБА Лиги шампиона имао 12,6 поена, 6,1 скок, 2,5 асистенција и 1,8 украдених лопти по мечу.
Загорац је 17. јула 2017. потписао уговор са Мемфис гризлисима. Ипак није успео да уђе у коначан састав Мемфиса па је отпуштен 16. октобра 2017. године. Крајем новембра 2017. године је потписао уговор са екипом Реал Бетиса који се у том моменту налазио на последњем месту АЦБ лиге. За Бетис је на одиграних 14 првенствених сусрета просечно бележио 4,4 поена и 0,9 скокова по мечу.
Дана 30. јуна 2018. године Загорац је потписао двогодишњи уговор са Партизаном. У априлу 2020. је продужио уговор са клубом на још две године. По истеку уговора, на крају 2021/22. сезоне, Загорац је напустио Партизан.

### Репрезентативна
Загорац је играо 2012. на Светском првенству у баскету 3 на 3 у конкуренцији играча до 18 година. У тиму заједно са Луком Анђушићем, Михајлом Андрићем и Милошем Јанковићем је освојио златну медаљу, а у финалу је савладана селекција САД. Наредне године је са јуниорима Србије заузео шесто место на Европском првенству, али је уз Николу Јокића био једини кошаркаш из Србије учесник Ол стар утакмице јуниора која је за време Евробаскета одржана у Словенији. На Европском првенству за играче до 20 година које је одржано 2015. у Италији освојио је златну медаљу.
За сениорску репрезентацију Србије је дебитовао током квалификација за Европско првенство 2022.

## Успеси

### Клупски
- Мега Лекс:
  - Куп Радивоја Кораћа (1): 2016.
- Партизан:
  - Суперкуп Јадранске лиге (1): 2019.
  - Куп Радивоја Кораћа (1): 2020.

### Репрезентативни
- Европско првенство до 20 година:  2015.